# معركة يبرود
معركة يبرود هي معركة عسكرية وقعت خلال الثورة السورية بين الجيش السوري وحزب الله من جهة وقوات المعارضة السورية أهمها الجيش السوري الحر وجبهة النصرة من جهة أخرى،  ما بين يومي 14 و16 مارس (أذار) 2014 في منطقة يبرود التابعة لمحافظة ريف دمشق في سوريا والواقعة على سفوح سلسلة جبال لبنان الشرقية على بعد حوالي 80 كيلومترًا شمال العاصمة السورية دمشق، وانتهت بسيطرة الجيش السوري على المدينة.

## التسلسل الزمني للأحداث
في مارس (أذار) 2014، كانت قوات الجيش السوري بالتعاون مع قوات حزب الله اللبناني ما تزال تحاول استعادة السيطرة على منطقة جبال القلمون، والتي كانت ميليشيات جبهة النصرة قد استولت عليها في وقت سابق. وفي 15 مارس (آذار) 2014، وبعد ضمان السيطرة على التلال المحيطة بالمنطقة، تحركت قوات الجيش السوري وحزب الله نحو بلدة يبرود، وهي بلدة يبلغ عدد سكانها 50 ألف نسمة، وكانت تُعدّ بمثابة قاعدة خلفية لمقاتلي ميليشيات جبهة النصرة حيث كانوا يقومون بتخزين الأسلحة والأغذية التي يجلبونها من بلدة عرسال القريبة الواقعة على الحدود اللبنانية السورية. وفي بيرود، بدأت قوات حزب الله بقصف السيارات التي استخدمتها ميليشيات جبهة النصرة في هجماتهها على المدن والبلدات اللبنانية. قبل المعركة كان هناك حوالي 1000 مقاتل من ميليشيات جبهة النصرة التي تتواجد بالمنطقة، في حين بلغ عدد مقاتلي الجيش السوري الحر وكتائب أحرار الشام أحد ألوية الجبهة الإسلامية نحو 1400 رجل.
أيقن مقاتلو الجيش السوري الحر وكتائب أحرار الشام أنهم غير قادرين على صد هجمات الجيش السوري وقوات حزب الله، ففضلوا التراجع والانسحاب من البلدة قبل بدء الهجوم بوقت قصير، في حين قرر مقاتلو جبهة النصرة البقاء، وتوعدوا قبل المعركة بتحويل يبرود إلى مقبرة للمهاجمين. بدأت قوات الجيش السوري أولى هجماتها على معاقل جبهة النصرة في بلدة يبرد في 14 مارس (آذار) 2014 بعدما دخلوا البلدة من جهة الشرق، واستمرت الاشتباكات لمدة يومين كاملين قبل أن تتمكن قوات الجيش السوري من السيطرة على بلدة يبرود بالكامل في 16 مارس (آذار) 2014. كما شاركت قوات حزب الله اللبناني في الهجوم؛ وتمكّن أحد قوات الكوماندوز التابعة له من مباغتة وقتل 13 من قادة جبهة النصرة مما ساعد على إضعاف قوة مقاتلي ميليشيات جبهة النصرة أثناء المعركة. في نهاية المعركة عبر ما يزيد عن 1500 مقاتل من المنتمين لميليشيات جبهة النصرة الحدود اللبنانية فرارًا من مُلاحقة القوات الجوية السورية، ولجأوا إلى منطقة جبال عرسال حيث كان يتواجد بالفعل 30 ألف مدني سوري فروا من القتال، بينما انسحب مقاتلون آخرون إلى منطقتي تلفيتا ورنكوس. وللانتقام من هزيمة يبرود، نفذ انتحاري هجوما انتحاريا في 16 مارس (آذار) 2014 في قرية النبي عثمان الشيعية في لبنان، مما أسفر عن مقتل 4 أشخاص وإصابة 7 آخرين، وتبنت جبهة النصرة ولواء أحرار السنة الهجوم.

## الخسائر البشرية
بحسب ما ذكره المرصد السوري لحقوق الإنسان فقد بلغت خسائر حزب الله خلال المعركة 19 قتيلًا، في حين قُتل خلال الاشتباكات ما لا يقل عن خمسة مدنيين بينهم طفلان. أما من صفوف جبهة النصرة، فقد قُتل أبو عزام الكويتي أحد قادة ميليشيات جبهة النصرة خلال المعركة.